# イスラボニータ
イスラボニータ（欧字名:Isla Bonita、2011年5月21日 - ）は、日本の競走馬。主な勝ち鞍は2014年の皐月賞、共同通信杯、セントライト記念、2013年の東京スポーツ杯2歳ステークス、2017年のマイラーズカップ、阪神カップ。現役時は可愛い個性派として人気を博し、「変顔自在の素質馬」と称された。
馬名の意味はスペイン語で美しい島。

## 経歴

### 2歳（2013年）
6月2日に東京競馬場の芝1600mの新馬戦で蛯名正義を鞍上にデビュー、2番人気に推された。スタートで出遅れるも、最終コーナー付近で徐々に前へと進出し、直線では楽に抜け出し最後は2着に1馬身1/4差をつけてデビュー戦を飾った。続く新潟2歳ステークスでは、またしても出遅れを喫してしまうが、直線では馬群を裂いて脚を伸ばし、前を捉える体勢に持ち込んだ。しかし大外からハープスター（後の桜花賞勝ち馬）の豪脚が炸裂し、最終的には3馬身差を付けられて2着に敗れた。続いて東京のいちょうステークスに出走、今度はスタートは出遅れず、好位で競馬を進め、直線では楽に抜け出すと追い縋るウインフェニックス、クラリティシチー、サトノフェラーリらを抑えて2勝目を飾った。続く東京スポーツ杯2歳ステークスでは、後に2017年の安田記念を制するサトノアラジンに次ぐ2番人気に推された。前目からの先行の競馬となり、直線では隙を窺い残り300m辺りで前へと進出。最後は地方所属馬のプレイアンドリアルとの競り合いを首差制し、重賞初制覇を飾った。勝ち時計の1:45.9は東京競馬場芝1800mの2歳コースレコードを0.1秒更新した。

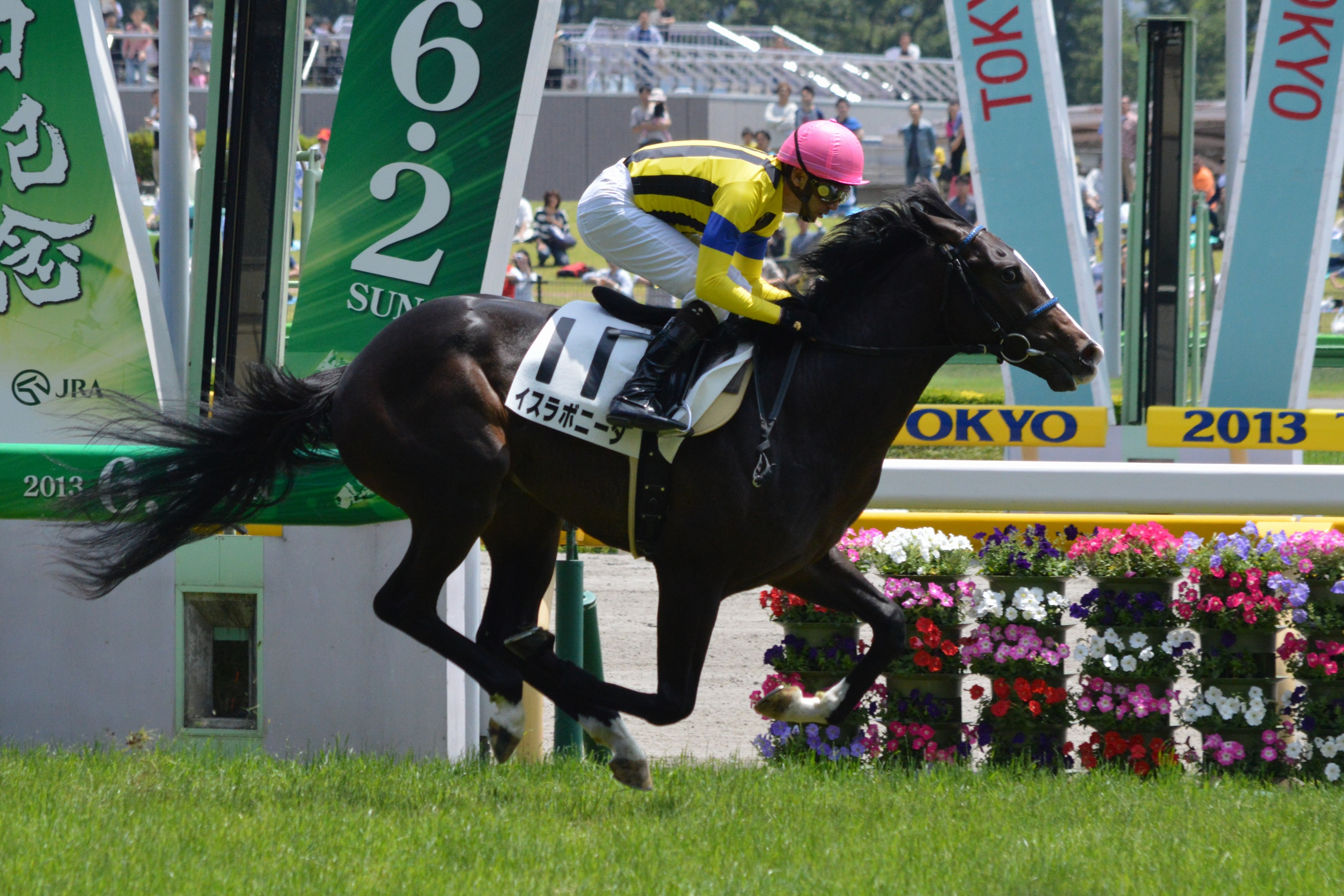
新馬戦
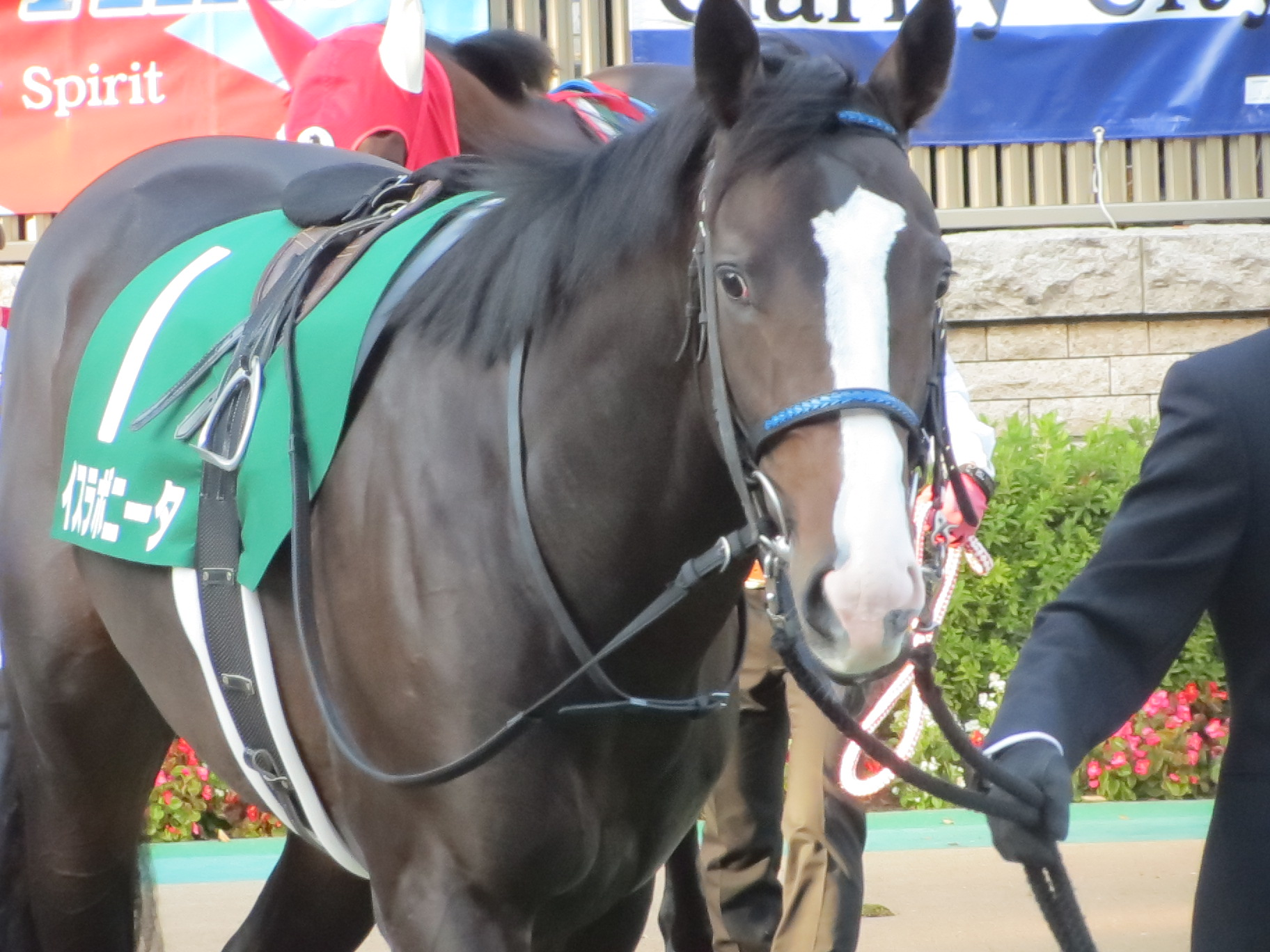
東京スポーツ杯2歳S

### 3歳（2014年）
年内初戦として出走した共同通信杯では1番人気に支持され、レースでは絶好のスタートから手綱を抑えつつ好位を追走、直線では残り200m辺りで粘るサトノアラジンを交わし、内から猛追してきたベルキャニオンを凌ぎきり、2着に1馬身1/4差をつけて勝利。重賞2連勝となった。
このあとトライアル競走には出走せず、そのまま皐月賞へ直行することになった。初の右回りを懸念する声もあったが、圧倒的な人気に応えて弥生賞を制したトゥザワールドに次ぐ2番人気に推された。レース本番では好スタートを切り、道中は中団を追走。4コーナーでは前の馬に呼応するように順位を上げ、最後の直線では残り200m付近で逃げ粘るワンアンドオンリー、ウインフルブルームを交わすと、追い縋るトゥザワールドを凌いで1馬身1/4差をつけて優勝。4連勝でクラシックのタイトルを獲得した。鞍上の蛯名正義は19度目の挑戦で皐月賞初制覇。また管理する栗田調教師にとっても、開業34年目にして念願のクラシック初タイトルを奪取した。更に、フジキセキ産駒にとってもこれがクラシック初制覇となった。
その後は2週間の短期放牧に出され、迎えた日本ダービーでは2冠制覇が期待され1番人気に支持された。レースではエキマエが大逃げを計る中で、道中は先行策を採る。エキマエが4コーナーで競走中止した後も自らの順位は揺るがず、手応え十分で迎えた最後の直線では、逸早く先頭に並びかけるも、その外から追い上げてきたワンアンドオンリーに先頭を譲られ、必死に抵抗を試みたがゴール寸前で失速し、3/4馬身差の2着に敗れた。鞍上の蛯名は22度目の挑戦にしてまたも栄誉を掴み損ねたが、その悔恨を押し殺して「内がいい馬場。こっちは外の分、楽に入って行けなかった。枠が逆なら着順も逆だった」と第一声を露わにした。また、「やるべきことは全てやった。交わされても馬は抵抗したし、負けても強い内容。秋にリベンジしたい」と発言し、ショックを背負いながらもそれを強靭な意志で振り払い、今後に期待を馳せた。
ダービー後は一度放牧に出し、栗田調教師は、オーナーサイドと協議した結果、菊花賞には出走せず、毎日王冠から天皇賞（秋）のローテーションを本戦に定め、調子次第では札幌記念出走の可能性もあることも示唆したが、毎日王冠は別定重量戦で、GI勝利馬は斤量が2kg増加するため見送ることになり、秋は菊花賞トライアルのセントライト記念から始動することが6月27日に表明された。
セントライト記念は、中山競馬場が改修工事を行う為に、2002年以来12年ぶりに新潟競馬場で催され、最終オッズ1.4倍の圧倒的な支持を集めて1番人気となった。レースでは道中は常時6番手で手応えを掴み、4コーナーから前へと進出し、最後の直線では先に先頭に立ったトゥザワールドを残り150m付近で交わし、そのまま他馬を突き放し2着に1馬身1/4差をつけ優勝した。この勝利で一度はダービー後に企てたプランを撤回して、オーナーの吉田照哉は菊花賞で2冠制覇を目指すことを明言したが、29日に改めて協議した結果、天皇賞（秋）に照準を戻すことを表明した。なお、天皇賞では、蛯名がフェノーメノに先約で騎乗するため、クリストフ・ルメールに乗り替わることになった。
迎えた天皇賞（秋）では、GI6勝を誇る女傑・ジェンティルドンナを抑えて1番人気に支持された。先行馬としては不利の外枠である7枠15番からのスタートとなったが、まずまずのスタートから、ジェンティルドンナと馬体を併せる形で3番手と先行し、4コーナーにかけては馬群の隙をついて進路を確保し、直線ではその進路で逃げ粘るカレンブラックヒルとトーセンジョーダンを交わし逸早く先頭に躍り出る。その後はジェンティルドンナとの壮絶な叩き合いが繰り広げられイスラボニータが優勢であったが、外からスピルバーグの末脚が炸裂し、2頭を瞬く間に抜き去り、イスラボニータ自身もゴール寸前で失速しジェンティルドンナにも僅かに交わされ、3着に敗れた。
次走にはジャパンカップを選択。天皇賞で共に追い比べを演じたジェンティルドンナが3連覇が期待され1番人気に支持されたのに対し、イスラボニータは5番人気となった。また、鞍上には蛯名が戻った。本番では道中いい手応えで走り、直線では絶好のポジションにつけたが、蛯名がゴーサインを出してからの脚が鈍く、デビュー以来初めて掲示板を外す9着に敗れた。この敗戦について栗田は「微妙に距離の影響もあったかもしれない」とコメントしている。有馬記念には出走せず、そのまま放牧に出された。
2015年1月6日に行われた、2014年度JRA賞受賞馬選考委員会において、最優秀3歳牡馬に選出された。ダービー馬ワンアンドオンリーに61票差をつけての選出であった。

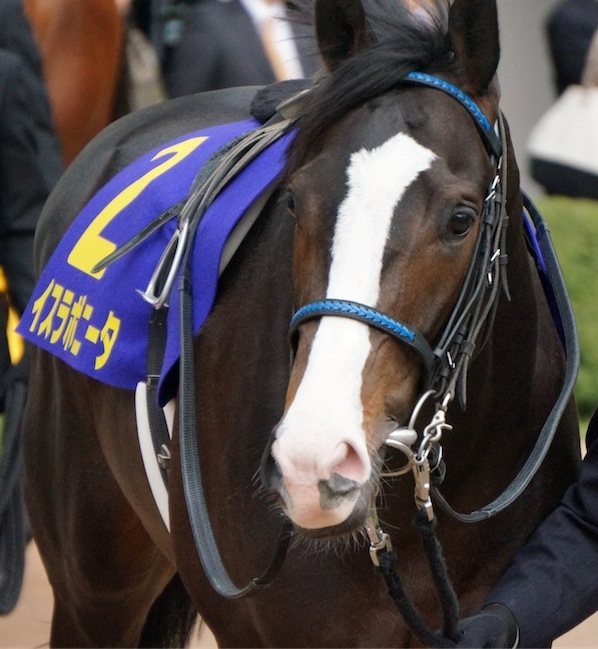
皐月賞
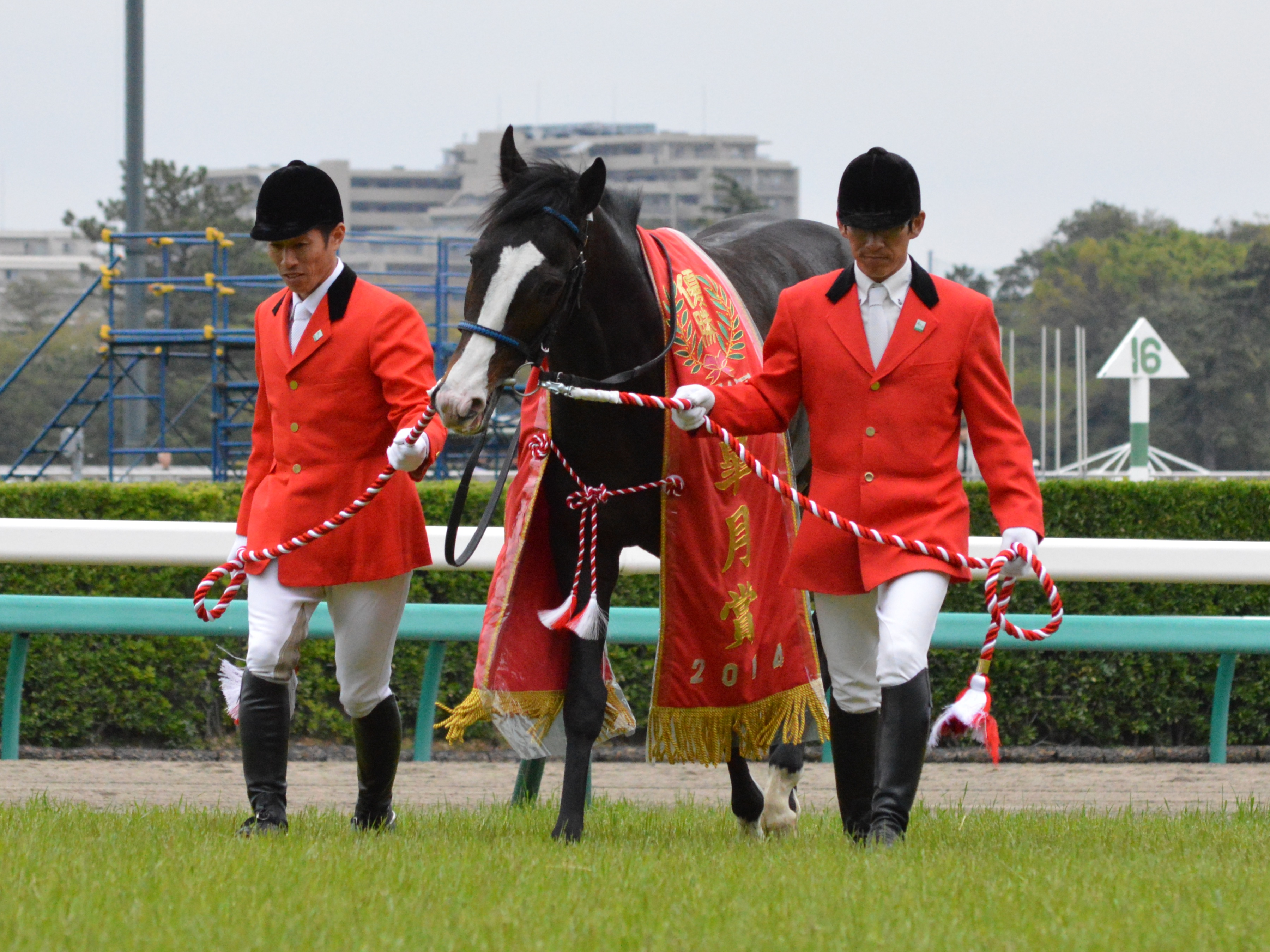

### 4歳（2015年）
4歳となったイスラボニータには、今春は中山記念から始動し、産経大阪杯を経て安田記念を本番としたローテーションが組まれることとなった。年内初戦の中山記念では3歳時の活躍から堂々の1番人気に推された。向こう正面まででは好位につけ、直線では4番手から外を追って先団を捉えようとするも、この日昼前から降りだした豪雨による馬場状態等も影響したのか、残り100mで力尽き5着に敗れている。
その後、大阪杯を目指し調教が進められていたが、3月27日の調教後、左前球節に微熱を持っていることが確認され、31日になっても熱が引かないために、大事を取って同レースを回避することになった。その後レントゲン検査を行ったところ、骨には異常がなく打撲であることが判明した。放牧に出して熱が引き、順調に体調が回復し態勢が整うようであれば安田記念に出走すると示唆したが、5月になって一旦は良くなった球節の熱感が再発したため、春の最大目標であった安田記念も回避することが正式発表された。
長期休養を終えたイスラボニータは、秋は毎日王冠から再始動することになった。実に7ヶ月振りのレースとなり、その影響もあってか単勝人気は7番人気に留まった（しかしこのレースは最終オッズ1桁台に13頭中7頭が犇めく大混戦の模様であった）。レースではエイシンヒカリのスローペースの逃げの中、道中は中団、3コーナー付近からは先団に取り付いて手応えを掴んだ。直線半ばでは逃げ粘るエイシンヒカリを猛追するも、残り50m付近で力尽き、その後退が響きディサイファに外から首差で差し切られ3着に惜敗した。
続いて天皇賞（秋）に向かったイスラボニータだが、このコースで不利とされている外枠（8枠16番）を引いてしまい、毎日王冠を善戦しながらも人気面でも6番人気と伏兵の域を出なかったが、此処ではレース道中では敢えてやや後方に控える競馬を選択し、直線で馬群の隙を窺い進路を確保すると、後方から外を回して先に抜け出したラブリーデイをステファノスと共に急襲した。ステファノスの脚がイスラボニータよりも鮮烈だったことから、ラブリーデイやステファノスに先着するには至らなかったが、その外から迫る後にジャパンカップ覇者となるショウナンパンドラは凌ぎ切り3着に入っている。
天皇賞（秋）の後はマイルチャンピオンシップ、ジャパンカップ、有馬記念と3つの選択肢があったが、陣営が選んだのは、中2週となるマイルチャンピオンシップであった。新潟2歳ステークス以来のマイル戦であり、また関西圏の競馬も初めてであったが、1番人気に支持された。レースでは伸び上がるようなスタートで出遅れてしまい、天皇賞と同様に中団のやや後方を追走する形となった。最後の直線では残り200m付近から、内で進路を取って猛然と追い込んでくるも、外からのモーリスやその間から抜けてきたフィエロには屈し、3着に敗れた。
同馬はこの後山元トレーニングセンターに放牧に出された。一度も入着は外さず、3回連続3着と堅実な成績こそ見せたものの、結局4歳時は未勝利で終わったことになった。

### 5歳（2016年）
この年も中山記念から始動するが、道中中団から直線では外に位置するも精彩を欠き9着に沈んだ。その後、前年は脚部不安で出走出来なかった大阪杯、安田記念へ今年は出走を果たすも、道中で位置した順位を直線で上げる事が出来ずに共に5着に終わっている。
続く、クリストフ・ルメールに乗り替わった富士ステークスでは、道中は内埒沿いを走り、直線で内に進路が出来ると休み明けや58kgの斤量を物ともせず、先に抜け出したヤングマンパワーを猛追。最後は力尽きるも2着に健闘した。またこのレースから鞍上はルメールに定着するようになった。
次走・マイルチャンピオンシップでは、イスラボニータにとっては絶好枠となる内過ぎず外過ぎずの4枠8番を引き当てた。陣営はこの枠について「この枠なら内を見ながら進められる。絶好枠と思っていいんじゃないかな」と語った。迎えたレース本番ではサトノアラジンに次ぐ2番人気に推され、道中では先団に取り付き、直線では好ポジションから逃げ粘るミッキーアイルやネオリアリズムを急襲。しかし順位が変わるかと思われた矢先にミッキーアイルが盛り返し、その後も猛然と迫るが僅かに頭差届かず、2戦連続の2着となった。
年内最終戦として参戦した阪神カップでは、ミッキーアイルに次ぐ2番人気に支持される。やや出負け気味のスタートとなったが、其処から2番手まで押し上げ、4コーナーから直線入り口にかけて逃げたミッキーアイルに接近し、直線で逸早く交わすとそのまま押し切ろうかという横綱相撲を繰り広げた。しかし残り100m付近で7番人気の伏兵・シュウジの末脚が炸裂し、ゴール寸前で頭差差し切られ、惜しくも2着に敗れ、これで3戦連続の2着となった。

### 6歳（2017年）
2017年の始動戦はマイラーズカップに定め、惜敗続きに終止符を打とうと、陣営は早めの段階から入厩して仕上げる作戦を採った。迎えたレース本番では、エアスピネルに次ぐ2番人気となった。好スタートから道中は中団に位置し、向こう正面から積極的に前へと進出すると、直線では馬群を捌きつつ、粘るブラックスピネルやヤングマンパワーを差し切り、最後は外から追い縋るエアスピネルを半馬身差凌ぎ、3歳時のセントライト記念以来2年7か月ぶりの勝利を飾った。
続く安田記念では、復活劇が印象付けられたことや、鞍上のルメールに4週連続GI制覇という史上初の偉業が懸かっていることから、エアスピネルらを抑えて1番人気に支持された。好スタートから道中は馬群の中程に取り付き直線を迎えるが、馬群に揉まれ、馬群から進路を確保することができずに8着に沈んだ。
秋緒戦の富士ステークスでは、先行馬不利の外枠となってしまうも、上位人気争いが混沌となっている中で4番人気となった。道中は先行策を採り、先に抜け出したエアスピネルに呼応するように直線の矢先までは順位を上げ、直線ではエアスピネルを徹底的に追い詰めるが、交わすまでには至らず、前年と同じく2着となった。続くマイルチャンピオンシップでは1番人気に支持され、道中は後方で待機し直線で先団を交わそうとするも、他馬に接触するアクシデントもあり、懸命に追い上げるも5着と、掲示板を確保するのがやっとという結果になった。
マイルCS後、陣営はイスラボニータを次走の阪神カップをもって引退させることを公表した。迎えた阪神カップ本番では、4連勝と勢いに乗るモズアスコットに1番人気は譲ったもののそれに次ぐ2番人気となった。中団からレースを進め、内埒沿いを追走し自らの順位を維持したまま迎えた直線では、馬群から進路を窺う形で少しずつ前へと進出し、壁となっていたダンスディレクターが逸早く先頭に立つと、そこから生じた進路を上手くついて鋭く脚を伸ばし、最後はダンスディレクターをハナ差かわして勝利、有終の美を飾った。また、勝ちタイム1分19秒5はサクラバクシンオーを0.4秒上回るコースレコード更新となった。
引退後は北海道の社台スタリオンステーションで種牡馬生活を送ることとなった。

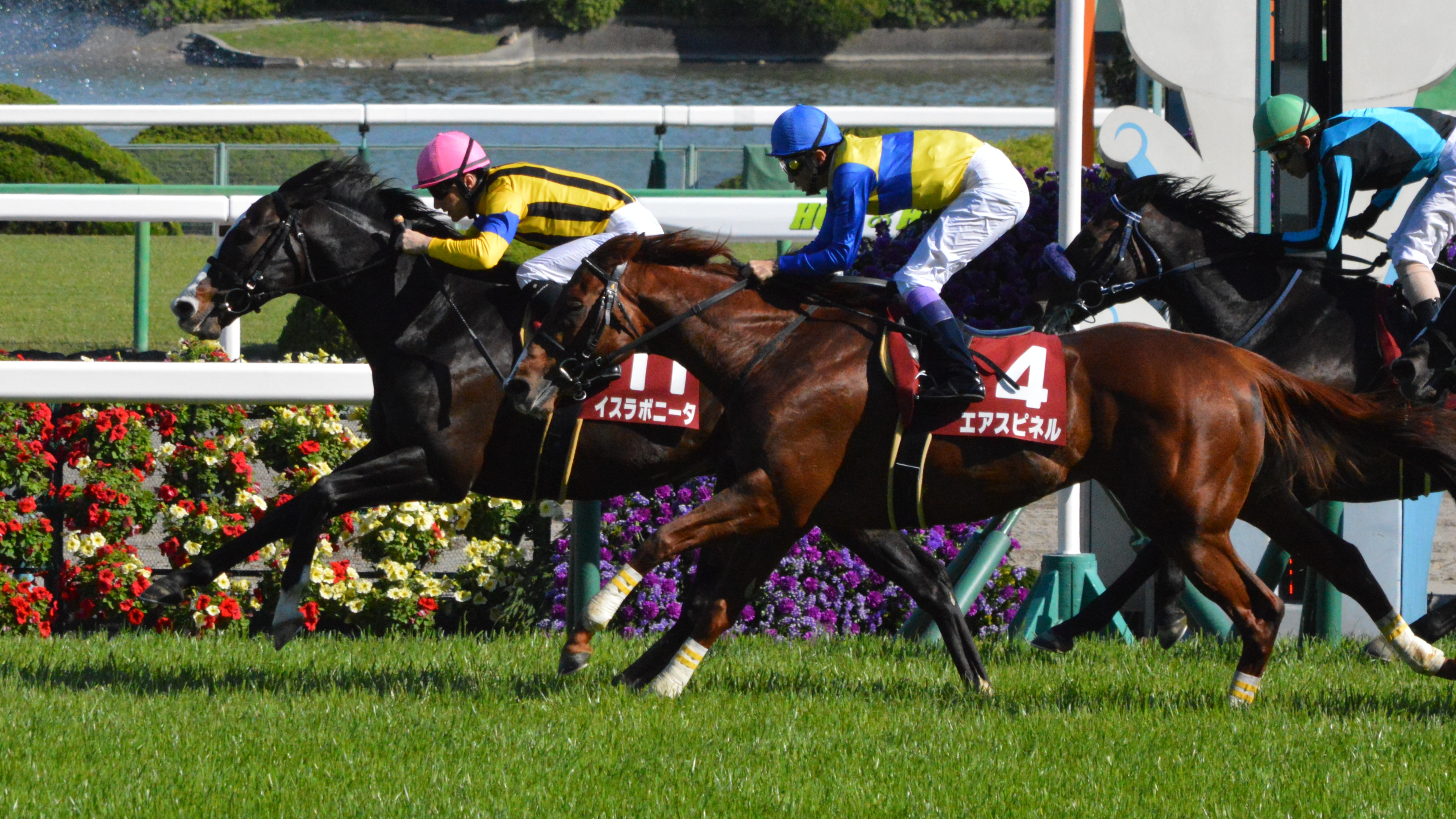
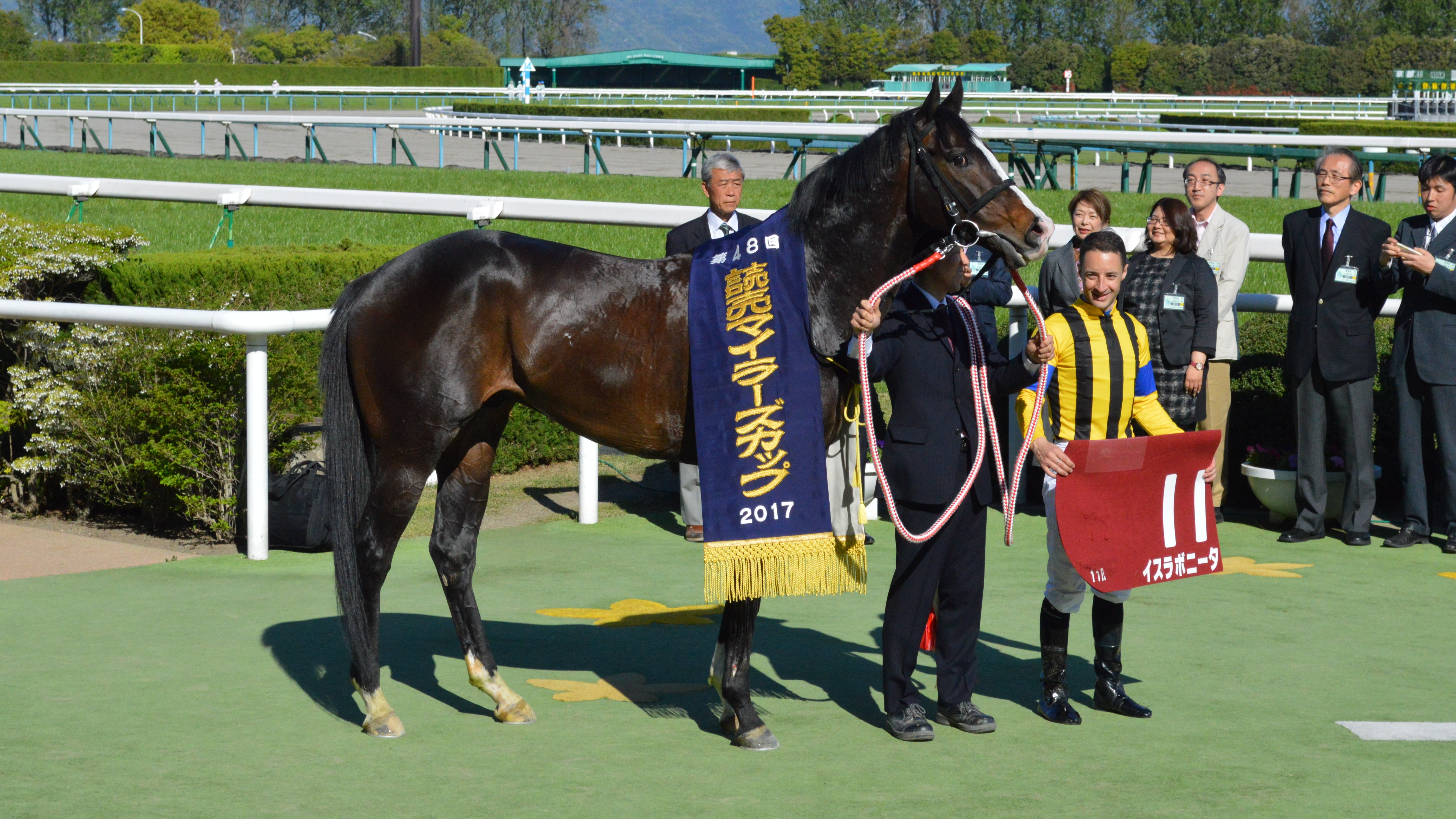
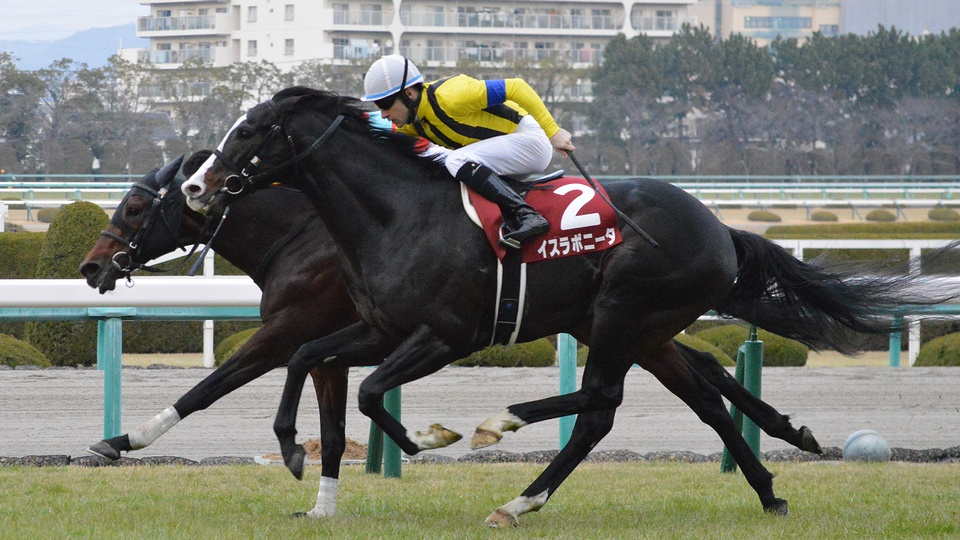
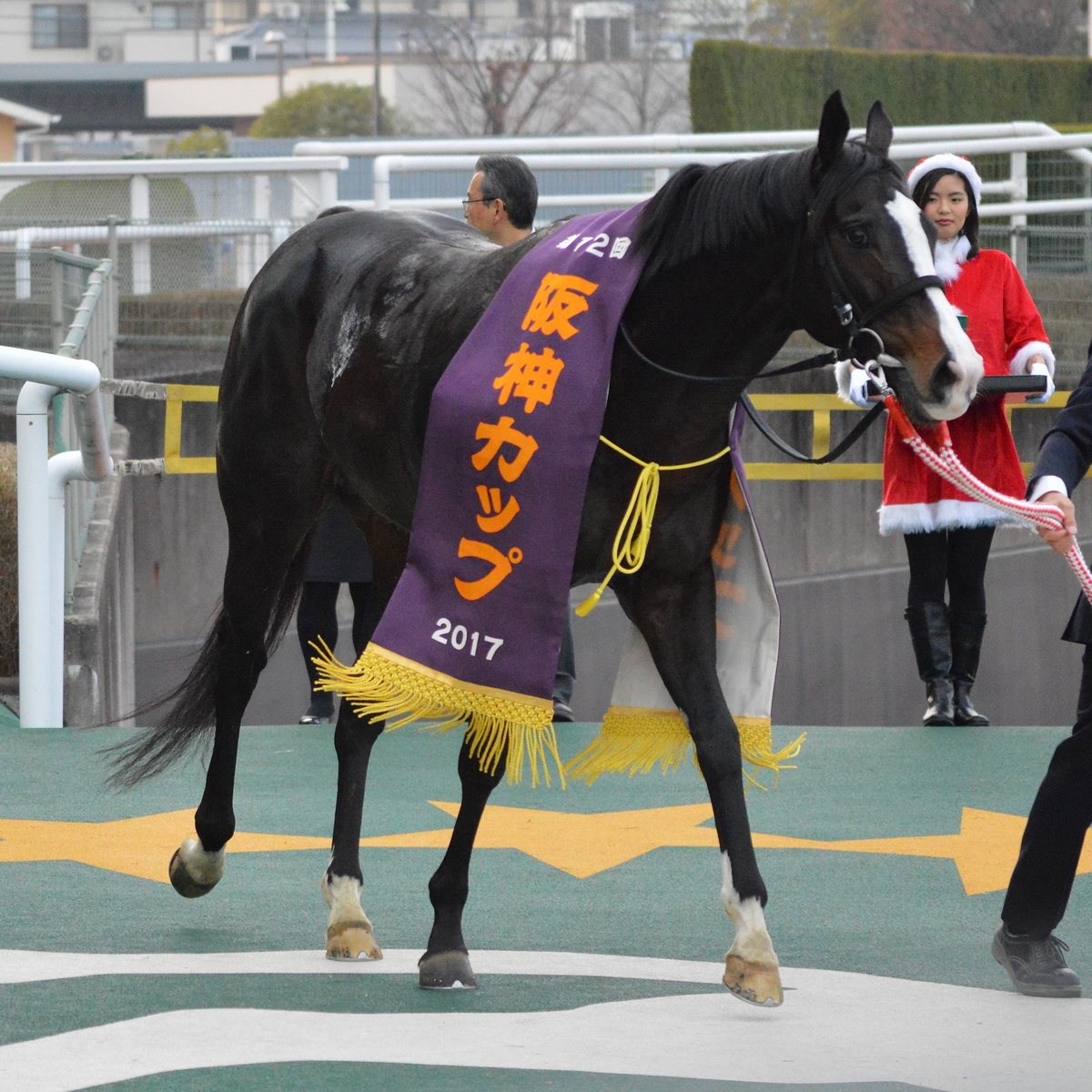

## 競走成績
| 競走日     | 競馬場 | 競走名           | 格   | 距離（馬場）  | 頭 数 | 枠 番 | 馬 番 | オッズ （人気） | 着順 | タイム （上り3F） | 着差 | 騎手       | 斤量 | 1着馬（2着馬）         |
| ---------- | ------ | ---------------- | ---- | ------------- | ----- | ----- | ----- | --------------- | ---- | ----------------- | ---- | ---------- | ---- | ---------------------- |
| 2013.06.02 | 東京   | 2歳新馬          |      | 芝1600m（良） | 12    | 8     | 11    | 004.30（2人）   | 01着 | 01:37.9（34.2）   | -0.2 | 蛯名正義   | 54kg | （パーリーシェル）     |
| 0000.08.25 | 新潟   | 新潟2歳S         | GIII | 芝1600m（良） | 18    | 2     | 3     | 008.50（4人）   | 02着 | 01:35.0（33.7）   | -0.5 | 蛯名正義   | 54kg | ハープスター           |
| 0000.10.19 | 東京   | いちょうS        | OP   | 芝1800m（良） | 12    | 2     | 2     | 004.40（3人）   | 01着 | 01:49.6（34.0）   | -0.2 | 蛯名正義   | 56kg | （ウインフェニックス） |
| 0000.11.16 | 東京   | 東スポ杯2歳S     | GIII | 芝1800m（良） | 15    | 1     | 1     | 005.30（2人）   | 01着 | R1:45.9（34.1）   | -0.0 | 蛯名正義   | 55kg | （プレイアンドリアル） |
| 2014.02.24 | 東京   | 共同通信杯       | GIII | 芝1800m（良） | 14    | 5     | 7     | 002.20（1人）   | 01着 | 01:48.1（33.2）   | -0.2 | 蛯名正義   | 57kg | （ベルキャニオン）     |
| 0000.04.20 | 中山   | 皐月賞           | GI   | 芝2000m（良） | 18    | 1     | 2     | 005.10（2人）   | 01着 | 01:59.6（34.6）   | -0.2 | 蛯名正義   | 57kg | （トゥザワールド）     |
| 0000.06.01 | 東京   | 東京優駿         | GI   | 芝2400m（良） | 17    | 7     | 13    | 003.90（1人）   | 02着 | 02:24.7（34.3）   | -0.1 | 蛯名正義   | 57kg | ワンアンドオンリー     |
| 0000.09.21 | 新潟   | セントライト記念 | GII  | 芝2200m（良） | 18    | 3     | 5     | 001.40（1人）   | 01着 | 02:11.7（35.4）   | -0.2 | 蛯名正義   | 56kg | （トゥザワールド）     |
| 0000.11.02 | 東京   | 天皇賞（秋）     | GI   | 芝2000m（良） | 18    | 7     | 15    | 002.80（1人）   | 03着 | 01:59.8（34.4）   | -0.1 | C.ルメール | 57kg | スピルバーグ           |
| 0000.11.30 | 東京   | ジャパンC        | GI   | 芝2400m（良） | 18    | 5     | 9     | 009.50（5人）   | 09着 | 02:24.4（35.9）   | -1.3 | 蛯名正義   | 55kg | エピファネイア         |
| 2015.03.01 | 中山   | 中山記念         | GII  | 芝1800m（稍） | 11    | 8     | 10    | 002.10（1人）   | 05着 | 01:50.7（36.0）   | -0.4 | 蛯名正義   | 57kg | ヌーヴォレコルト       |
| 0000.10.11 | 東京   | 毎日王冠         | GII  | 芝1800m（良） | 13    | 5     | 6     | 009.20（7人）   | 03着 | 01:45.8（33.7）   | -0.2 | 蛯名正義   | 57kg | エイシンヒカリ         |
| 0000.11.01 | 東京   | 天皇賞（秋）     | GI   | 芝2000m（良） | 18    | 8     | 16    | 011.70（6人）   | 03着 | 01:58.6（33.6）   | -0.2 | 蛯名正義   | 58kg | ラブリーデイ           |
| 0000.11.22 | 京都   | マイルCS         | GI   | 芝1600m（良） | 18    | 3     | 5     | 003.20（1人）   | 03着 | 01:33.0（33.0）   | -0.2 | 蛯名正義   | 57kg | モーリス               |
| 2016.02.28 | 中山   | 中山記念         | GII  | 芝1800m（良） | 11    | 6     | 6     | 005.70（3人）   | 09着 | 01:46.9（34.9）   | -1.0 | 蛯名正義   | 57kg | ドゥラメンテ           |
| 0000.04.03 | 阪神   | 大阪杯           | GII  | 芝2000m（良） | 11    | 4     | 4     | 018.50（7人）   | 05着 | 01:59.9（33.6）   | -0.6 | 蛯名正義   | 57kg | アンビシャス           |
| 0000.06.05 | 東京   | 安田記念         | GI   | 芝1600m（良） | 12    | 7     | 9     | 011.60（4人）   | 05着 | 01:33.3（33.9）   | -0.3 | 蛯名正義   | 58kg | ロゴタイプ             |
| 0000.10.22 | 東京   | 富士S            | GIII | 芝1600m（良） | 11    | 4     | 4     | 006.90（4人）   | 02着 | 01:34.1（33.7）   | -0.1 | C.ルメール | 58kg | ヤングマンパワー       |
| 0000.11.20 | 京都   | マイルCS         | GI   | 芝1600m（良） | 18    | 4     | 8     | 004.80（2人）   | 02着 | 01:33.1（35.0）   | -0.0 | C.ルメール | 57kg | ミッキーアイル         |
| 0000.12.24 | 阪神   | 阪神C            | GII  | 芝1400m（稍） | 15    | 3     | 6     | 003.80（2人）   | 02着 | 01:21.9（35.3）   | -0.0 | C.ルメール | 57kg | シュウジ               |
| 2017.04.23 | 阪神   | マイラーズC      | GII  | 芝1600m（良） | 11    | 8     | 11    | 003.80（2人）   | 01着 | 01:32.2（32.9）   | -0.1 | C.ルメール | 57kg | （エアスピネル）       |
| 0000.06.04 | 東京   | 安田記念         | GI   | 芝1600m（良） | 18    | 7     | 15    | 003.50（1人）   | 08着 | 01:31.9（34.4）   | -0.4 | C.ルメール | 58kg | サトノアラジン         |
| 0000.10.21 | 東京   | 富士S            | GIII | 芝1600m（不） | 15    | 8     | 15    | 005.00（4人）   | 02着 | 01:35.1（34.9）   | -0.3 | C.ルメール | 58kg | エアスピネル           |
| 0000.11.19 | 京都   | マイルCS         | GI   | 芝1600m（稍） | 18    | 6     | 12    | 003.90（1人）   | 05着 | 01:34.1（34.5）   | -0.3 | C.ルメール | 57kg | ペルシアンナイト       |
| 0000.12.23 | 阪神   | 阪神C            | GII  | 芝1400m（良） | 18    | 1     | 2     | 004.10（2人）   | 01着 | R1:19.5（33.9）   | -0.0 | C.ルメール | 57kg | （ダンスディレクター） |

- タイム欄のRはレコード勝ちを示す。

## 種牡馬成績
2021年6月23日門別5Rでショウリノマイが1着となり、産駒の初勝利を挙げた。2021年7月4日福島6Rでニシノレバンテが1着となり、JRA初勝利を挙げた。
2022年3月19日中京11Rファルコンステークスでプルパレイが産駒の重賞初勝利を挙げた。

### 主な産駒
グレード制重賞優勝馬
- 2019年産
  - プルパレイ（2022年ファルコンステークス）
  - ヤマニンサルバム (2023年中日新聞杯、2024年新潟大賞典)
  - コスタボニータ（2024年福島牝馬ステークス）[60]
  - トゥードジボン（2024年関屋記念）
- 2021年産
  - ヤマニンアルリフラ（2025年北九州記念）
- 2022年産
  - ニシノエージェント（2025年京成杯）

#### 地方重賞優勝馬
- 2021年産
  - ラジカルバローズ（2024年東海菊花賞）

## 血統表
| イスラボニータの血統                      | イスラボニータの血統                                 | イスラボニータの血統 | （血統表の出典）     | （血統表の出典） |
| 父系                                      | サンデーサイレンス系                                 | サンデーサイレンス系 | サンデーサイレンス系 | [ § 2 ]          |
| 父 フジキセキ 1992 青鹿毛                 | 父の父*サンデーサイレンス Sunday Silence 1986 青鹿毛 | Halo                 | Hail to Reason       | Hail to Reason   |
| 父 フジキセキ 1992 青鹿毛                 | 父の父*サンデーサイレンス Sunday Silence 1986 青鹿毛 | Halo                 | Cosmah               |                  |
| 父 フジキセキ 1992 青鹿毛                 | 父の父*サンデーサイレンス Sunday Silence 1986 青鹿毛 | Wishing Well         | Understanding        | Understanding    |
| 父 フジキセキ 1992 青鹿毛                 | 父の父*サンデーサイレンス Sunday Silence 1986 青鹿毛 | Wishing Well         | Mountain Flower      |                  |
| 父 フジキセキ 1992 青鹿毛                 | 父の母*ミルレーサー Millracer 1983 鹿毛              | Le Fabuleux          | Wild Risk            | Wild Risk        |
| 父 フジキセキ 1992 青鹿毛                 | 父の母*ミルレーサー Millracer 1983 鹿毛              | Le Fabuleux          | Anguar               |                  |
| 父 フジキセキ 1992 青鹿毛                 | 父の母*ミルレーサー Millracer 1983 鹿毛              | Marston's Mill       | In Reality           | In Reality       |
| 父 フジキセキ 1992 青鹿毛                 | 父の母*ミルレーサー Millracer 1983 鹿毛              | Marston's Mill       | Millicent            |                  |
| 母 *イスラコジーン Isla Cozzene 2002 鹿毛 | 母の父Cozzene 1980 芦毛                              | Caro                 | *フォルティノ        | *フォルティノ    |
| 母 *イスラコジーン Isla Cozzene 2002 鹿毛 | 母の父Cozzene 1980 芦毛                              | Caro                 | Chambord             |                  |
| 母 *イスラコジーン Isla Cozzene 2002 鹿毛 | 母の父Cozzene 1980 芦毛                              | Ride the Trails      | Prince John          | Prince John      |
| 母 *イスラコジーン Isla Cozzene 2002 鹿毛 | 母の父Cozzene 1980 芦毛                              | Ride the Trails      | Wildwook             |                  |
| 母 *イスラコジーン Isla Cozzene 2002 鹿毛 | 母の母Isla Mujeres 1995 鹿毛                         | Crafty Prospector    | Mr. Prospector       | Mr. Prospector   |
| 母 *イスラコジーン Isla Cozzene 2002 鹿毛 | 母の母Isla Mujeres 1995 鹿毛                         | Crafty Prospector    | Real Crafty Lady     |                  |
| 母 *イスラコジーン Isla Cozzene 2002 鹿毛 | 母の母Isla Mujeres 1995 鹿毛                         | Lido Isle            | Far North            | Far North        |
| 母 *イスラコジーン Isla Cozzene 2002 鹿毛 | 母の母Isla Mujeres 1995 鹿毛                         | Lido Isle            | She Is Gorgeous      |                  |
| 母系(F-No.)                               | (FN:4-n)                                             | (FN:4-n)             | (FN:4-n)             | [ § 3 ]          |
| 5代内の近親交配                           | In Reality 4×5                                       | In Reality 4×5       | In Reality 4×5       | [ § 4 ]          |
| 出典                                      | 1. 2. 3. 4.                                          | 1. 2. 3. 4.          | 1. 2. 3. 4.          | 1. 2. 3. 4.      |

- 母*イスラコジーン(2002年産)は米Lホーソーンオークス(芝1700m)の勝ち馬で米G2ミセスリヴィアS(芝1700m)の2着馬。2005年のアメリカンオークスステークスでは、日本から遠征してきたシーザリオと対戦している。
- 兄Montejo(2007年産)は父Petionville(USA)、米国産。トリニダード・トバゴの活躍馬で、古馬になって本格化、TRI G2 ARCカップ(ダート1800m)の勝ち馬。
- 姉Jealous Girl(2008年産)は父Petionville(USA)、米国産。8戦4勝、米LファムファータルS(ダート1200m)の勝ち馬。
- 5代母のGorgeous Gayからはミラノ大賞典、イタリアジョッキークラブ大賞、ラインラントポカルのGI3勝のEarl of Tinsdalがいる。